# Enlèvement de Ciro Cirillo

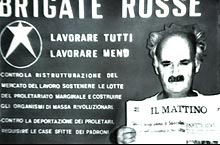
Photo de Ciro Cirillo, prise lors de sa détention par les Brigades rouges en 1981.

L'enlèvement de Ciro Cirillo (en) par un groupe des Brigades rouges, dirigé par Giovanni Senzani, eut lieu à Torre del Greco, une ville de Campanie proche de Naples, le 27 avril 1981.
Le président démocrate chrétien du gouvernement régional de Campanie fut libéré trois mois plus tard, après des négociations mêlant les milieux de la Démocratie chrétienne (le secrétaire général de la DC, Flaminio Piccoli, ainsi que le ministre Antonio Gava furent accusés d'y avoir participé), le parrain de la Camorra Raffaele Cutolo, et le SISMI, dont le général Pietro Musumeci, le colonel Giuseppe Belmonte et le sulfureux agent Francesco Pazienza.
Des doutes ont été émis tant sur la véritable appartenance de Giovanni Senzani, certains affirmant qu'il agissait en fait comme espion du SISMI, que sur le caractère difficilement compréhensible de négociations concernant la libération du notable local de la DC, certes bras droit du ministre Antonio Gava, très influent dans la région napolitaine, alors qu'Aldo Moro, Premier ministre démocrate-chrétien, avait été assassiné quatre ans plus tôt par les BR, alors dirigées par Mario Moretti, à la suite, entre autres, de l'intransigeance de l'État italien concernant toute négociation.

## Le contexte de l'enlèvement
Après l'arrestation le 4 avril 1981 du chef des Brigades rouges, Mario Moretti, le criminologue Giovanni Senzani en prend la tête, et accentue les opérations illégales et militaires. Il contacte la Camorra, connexions utilisées lors de l'enlèvement du démocrate-chrétien Ciro Cirillo (it), président de la région Campanie, le 27 avril 1981 à Torre del Greco. L'enlèvement même du gouverneur de la Campanie (qui a pour capitale Naples), dans la région napolitaine, n'aurait pu avoir lieu, selon plusieurs protagonistes des négociations, sans l'accord de la Camorra, qui régnait en maître sur la région .
Après deux mois et demi de détention, les BR menacèrent d'exécuter Cirillo si un certain nombre de revendications n'étaient pas satisfaites , dont, en particulier, le relogement des familles sinistrées depuis le tremblement de terre de 1980 et l'augmentation des allocations sociales pour les chômeurs .

### La rançon
Finalement, Cirillo fut libéré trois mois après son enlèvement, le 25 juillet 1981, après versement d'une rançon , et de longues négociations secrètes auprès de la démocratie-chrétienne et de mafieux de la Camorra, proches de Francesco Pazienza, conseilleur auprès du directeur du SISMI ,. Senzani aurait ainsi reçu personnellement une rançon d'un milliard et demi de lires ,(soit environ 850 000 livres anglaises ).
Plus de 2 milliards de lires (plus d'un million de livres) auraient aussi été versées à la Camorra pour sa libération, selon Willan . En revanche, selon Fabrizio Calvi et Olivier Schmidt (1988), l'enquête ultérieure révéla que les services secrets, dont Francesco Pazienza, avaient récupéré lors de l'opération presque autant d'argent que la rançon versée, qui se serait élevée à plus de 3 milliards de lires ; la moitié aurait été détournée par le ministre de la Défense et trois chefs du SISMI, le général Pietro Musumeci, le général Santovito et Pazienza .
Mais la journaliste Milena Gabalenni (2009), de La Repubblica, affirme cependant que la rançon s'élevait à 1,5 milliard de lires, que les BR en auraient reçu 1 450 millions, et que les derniers 50 millions auraient été, selon la rumeur, empochées par Pazienza .

### Les négociations
Le Camorriste Raffaele Cutolo, incarcéré, fut souvent visité par l'équipe de Pazienza lors des négociations , afin d'entrer en contact avec des prisonniers des BR. En retour, il obtint non seulement des fonds importants, mais aussi une réduction de sa sentence et des contrats ultérieurs de reconstruction .
Le général Pietro Musumeci et le colonel Giuseppe Belmonte ont aussi joué un rôle actif dans ces discussions . Selon un rapport du ministère de la Justice cité par Willan, les liens entre la Camorra, les services secrets et la loge P2 auraient d'ailleurs été mis en place à ce moment , se poursuivant par la suite. Willan considère toutefois que les liens étaient antérieurs à cette époque , et qu'ils auraient pu être forgés lors de l'enlèvement d'Aldo Moro . Selon le mafieux Cutolo, son bras droit, Vincenzo Casillo, travaillait en effet pour les services depuis 1978 .
Les observateurs se sont longtemps étonné que la DC avait refusé de négocier pour la libération d'Aldo Moro, Premier ministre démocrate-chrétien, alors qu'ils l'avaient fait, quatre ans plus tard, pour un représentant local de la DC, Ciro Cirillo .

## Un deal Camorra - BR?
En outre, selon un brigadiste chargé de la surveillance de Cirillo et un document de Senzani trouvé par les enquêteurs, la Camorra, à travers Cutolo, aurait alors non seulement fourni une liste de noms de magistrats et de leur adresse au groupe terroriste, mais aussi proposé d'en assassiner à sa demande .
Le juge Ferdinando Imposimato considéra le papier comme une « preuve d'une valeur indiscutable » , laquelle fut aussi reconnue par la commission parlementaire chargée de l'enquête sur l'enlèvement de Cirillo .

## L'assassinat de Taliercio
Cutolo transmit aussi aux négociateurs un message des BR proposant de libérer Giuseppe Taliercio, un entrepreneur, en échange de la publication d'un communiqué dans la presse allemande , ce à quoi l'équipe de négociation aurait opposé une fin de non-recevoir, affirmant que Taliercio ne leur importait d'aucune manière. Taliercio fut exécuté .

## La libération de Bosso
Enfin, le jour même de la libération de Cirillo, Luigi Bosso, un droit commun qui était entré chez les BR, fut libéré faute de preuves . Selon le journaliste Paolo Guzzanti, cela montrait que le mafieux Cutolo avait le pouvoir de faire libérer des gens de prison . Au sein de la DC, Flaminio Piccoli, alors secrétaire général du parti, a été identifié par le magistrat Carlo Alemi comme l'un des politiques ayant le plus poussé aux négociations pour la libération de Cirillo . Le ministre (DC) Antonio Gava aurait aussi participé à ces négociations , ce qu'il a nié tout comme Piccoli .

## L'assassinat de Casillo et de Madonna
En octobre 1993, Enrico Madonna, l'avocat de Vincenzo Casillo, le bras droit du parrain de la Camorra, fut assassiné trois jours après avoir dit à un journaliste qu'il allait révéler à une commission parlementaire tout ce qu'il savait sur les circonstances de l'enlèvement de Cirillo .
Tout comme son chef Raffaele Cutolo, Casillo, bien que recherché, avait joué un rôle actif lors des négociations pour la libération de Cirillo .
Casillo lui-même fut assassiné en 1983 par la Nuova Famiglia, un clan rival de la Nuova Camorra Organizzata dirigée par Cutolo. Avant sa mort, il aurait déclaré, en avril 1982, plusieurs mois après la libération de Cirillo, à Giuliano Granata, un maire de la DC qui avait participé aux négociations: « vous avez fait ce que vous vouliez et ensuite vous vous en êtes lavé les mains » .
Les personnes privées ayant apporté des fonds pour payer la rançon de Cirillo devaient en effet être remboursées en obtenant des appels d'offres dans la région, prévus pour reconstruire celle-ci après le tremblement de terre de 1980 . L'assassinat de Casillo marqua cependant le transfert du pouvoir mafieux dans la région de la Nuova Camorra Organizzata à la Nuova Famiglia, laquelle obtint la plupart des profits issus de la reconstruction du pays.
Parmi d'autres morts de la NCO après l'assassinat de Casillo, on compte Nicola Nuzzo, un membre important de la NCO qui avait aussi participé aux négociations concernant Cirillo, qui fut battu à mort en 1986 peu après avoir rencontré un magistrat, Carlo Alemi.

## Les accusations contre Senzani et l'hypothèse d'une manipulation
L'enquête ultérieure révélera que les services secrets, dont Francesco Pazienza, avaient récupéré lors de l'opération presque autant d'argent que la rançon versée . Selon Fabrizio Calvi et Olivier Schmidt (1988),
« Aujourd'hui, certains enquêteurs se demandent si toute l'opération n'a pas été menée de bout en bout par le SISMI. »
Ces soupçons proviennent notamment des révélations d'Arrigo Molinari, ex-chef adjoint de la police de Gênes et membre de la loge P2, qui affirme que Giovanni Senzani, le chef des BR, était un espion piloté par Giuseppe Santovito, le chef du SISMI ,.
Selon le policier, Senzani était depuis 1975 l'un des criminologues les plus éminents du ministère de la Justice , protégé de toute enquête administrative et policière par des soutiens haut-placés . Selon Molinari, les rapports policiers concernant les débuts de son activité terroriste auraient ainsi été ignorés sur ordre supérieur .
Roberto Buzzati, ex-membre des BR, a affirmé la même chose, décrivant un rendez-vous entre Senzani et un agent du SISMI, près d'Ancône, le 8 juin 1981 . Celui-ci aurait pu être le général Pietro Musumeci, du SISMI et membre de P2 . Senzani lui aurait dit que l'agent en question appartenait au KGB, version à laquelle Buzzati ne crut pas , insistant entre autres sur le fait que si les BR acceptaient d'utiliser les mafieux , ils considéraient les pays du Bloc de l'Est comme « sociaux-impérialistes » .
Willan (2002) écrit qu'on peut en outre ajouter à ces accusations le fait que Senzani était proche de Luciano Belluci, honorable correspondant du SISMI, depuis leur service militaire en 1967 , et qu'il lui avait prêté son appartement romain alors qu'il était à Naples et en Californie . Il ajoute que Senzani a hérité, après l'arrestation en 1981 de Mario Moretti, de ses contacts avec l'école Hyperion de Paris, dont le rôle exact dans les BR n'a jamais été élucidé, et avec Paul Bauder, un collaborateur du Ministère de l'Intérieur qui se faisait passer pour un activiste gauchiste .
Enfin, le mafieux Cutollo lui-même déclara par la suite que dans l'enlèvement de Ciro Cirillo, les BR n'avaient été qu'un pion manipulé par des secteurs de la DC, le SISMI et la CIA .